# Craiovescu
Famille de Craiovescu  (roumain: Craiovești) plus tard Brâncoveanu ou Brancovan (roumain: Brâncovenești). C'est une famille de boyards de la noblesse roumaine d’Olténie qui joue un rôle important dans l’histoire de la Valachie de la fin du XVe siècle au début du XVIIIe siècle.

## Historique
Cette famille originaire d’Olténie impose son pouvoir à Craiova d’où son nom. 
Le premier membre de la famille des boyards Craiovescu dont le nom est connu est Neagoe mare ban de Craiova et ban de Turnu-Severin c’est un comis (Écuyer de la cour) en 1463/1465 qui vivait à la cour de Basarab IV Țepeluș cel Tânăr. Il fut le père de quatre fils qui occupèrent des fonctions importantes en Valachie sous les règnes des nombreux princes qui se succédèrent à la fin du XVe siècle et au début du XVIe siècle et arbitrèrent les conflits entre les prétendants Dănești et leurs cousins de la famille des Drăculea
L’un des fils de Neagoe, Pârvu Ier mare Vornic de 1482 à 1512 (mort le 3 juin 1512) est le père officiel du  prince Neagoe Basarab V qui revendiquait être le fils illégitime de Basarab IV Țepeluș cel Tânăr.
Maitres de l’Olténie, les boyards Craiovescu entretiennent des relations directes avec les ottomans et participent à des fondations religieuses à l’égal des princes de Valachie. Ils sont directement impliqués dans l’élévation ou la chute de plusieurs princes et tentent même d’usurper le pouvoir en 1539 avec Serban din Izvorari  mare Ban exécuté à Constantinople  en 1543.
Au XVIIe siècle quatre membres de la famille Craiovescu : Radu X Șerban, Constantin Ier Șerban Basarab,  Matthieu Basarab et  Constantin Brancovan accèdent finalement au trône de Valachie en revendiquant le nom de « Basaraba ».
Le dernier membre de la famille Grigore Brâncoveanu mort en 1833 avait adopté en 1820 la princesse Zoé Mavrocordato (1805-1882), future épouse du prince Georges III Bibesco, dont les enfants relevèrent le titre et le nom sous la forme Brancovan.

## Généalogie simplifiée des princes
- Neagoe mare ban de Craiova et ban de Turnu-Severin.
  - Barbu Ier mare ban (mort en 1520).
  - Pîrvu Ier mare vornic de 1482 à 1512 (mort en 1512).
    - Neagoe Basarab V (mort en 1521).
      - Teodosie (mort en 1522)
      - Ruxandra épouse de Radu V de la Afumați puis de Radu VII Paisie.
      - Stana épouse de Ștefaniță Mușat

    - Preda  mare ban 1517-1521 (mort en 1521)
      - Barbu III mare ban 1534-1535

    - Marga épouse  Marcea  mare postelnic
      - Vistan din Caracal épouse Marie din Brâncoveanu
        - Danciu din  Brâncoveanu (mort en 1597).
          - Matthieu Basarab

        - Radu din  Brâncoveanu (mort en 1593).
          - Maria épouse David postelnic
            - Preda din Brâncoveanu postelnic puis mare vornic
              - Papa din Brâncoveanu tué en 1655 épouse Stanca Cantacuzino
                - Constantin II Brâncoveanu
                  - Constantin (mort en 1714)
                    - Constantin
                      - Constantin
                        - Emanoil
                          - Grigore (mort en 1833) adopte en 1820 Zoé Mavrocordato (1805-1892) épouse de Georges III Bibesco.

                  - Marie épouse Constantin Duca

  - Danciu  mare stolnic (mort après 1510).
    - Barbu II mare Ban en 1530.

  - Radu I mare postelnic (mort en 1508).
    - Pîrvu II mare postelnic (mort en 1528).
    - Marga épouse Serban din Izvorani exécuté en 1543[1]
      - Anca épouse Negaoe mare ban vers 1560.
        - Maria épouse Radu postelnic
          - Radu X Șerban
            - Constantin Ier Șerban Basarab
            - Ancuta épouse de Nicolae II Patrascu
            - Elena épouse de Constantin Cantacuzino

## Source
- (de) Europäische Stammtafeln Vittorio Klostermann, Gmbh Frankfurt am Main, 2004  (ISBN 3465032926),  Basaraba des Stammes Craiovești  Volume III  Tafel 196.